# Jean Pouilloux
Pour la commune, voir Pouilloux.
Jean Pouilloux, né le 31 octobre 1917 au Vert (Deux-Sèvres) et mort le 23 mai 1996 à Condrieu, est un archéologue et épigraphiste français, spécialiste de la Grèce antique.

## Biographie
Après des études à l'École normale supérieure (promotion 1939) puis à l'École française d'Athènes (1945–1949), il est nommé à la Faculté des lettres de l'université de Lyon. En 1955, il obtient son doctorat d'État avec une thèse principale sur l'histoire de Thasos et une thèse secondaire sur la forteresse de Rhamnonte. Il devient maître de conférences, puis professeur d'histoire ancienne à la Faculté de Besançon. En 1957, il se voit attribuer une chaire d'archéologie et d'épigraphie grecques à la Faculté de Lyon et, deux années plus tard, il fonde l'Institut Fernand-Courby, spécialisé dans l'épigraphie grecque. En 1960, il publie un Choix d'inscriptions grecques, outil d'initiation qui devient rapidement un classique. En 1971, il devient membre titulaire à la section lettres de l'académie des Sciences, Belles-Lettres et Arts de Lyon. Il prend en 1972 la direction du Centre de recherches archéologiques du CNRS, puis est nommé en 1976 directeur scientifique du CNRS pour les humanités. En 1978, il est élu à l'Académie des inscriptions et belles-lettres, dont il prendra la présidence en 1988, de même que de l'Institut de France.
Parallèlement à sa carrière universitaire, il poursuit son travail de fouilles, en particulier à Delphes et à Chypre, où il fonde la mission archéologique française de Salamine de Chypre en 1964. 
S'intéressant également à l'influence exercée par la Grèce sur le Proche-Orient, il fonde à Lyon, en 1975, la Maison de l'Orient méditerranéen ancien (devenue aujourd'hui la Maison de l'Orient et de la Méditerranée-Jean Pouilloux), et dirige, avec Claude Mondésert et Roger Arnaldez, l'édition et la traduction, aux Éditions du Cerf, des œuvres du philosophe juif de langue grecque Philon d'Alexandrie, dont le premier volume paraît en 1961. Lui-même publie, soit seul soit en collaboration, quatre traités : le De agricultura (1961), le De plantatione (1963), le De uita Mosis. I-II (1967) et le De aeternitate mundi (1969).
Il a eu notamment pour élèves l'archéologue Roland Étienne, ainsi que les historiens Pauline Schmitt-Pantel et Maurice Sartre. 

### Vie privée
Marié avec Colette Fontaine (1916-2006), il est le père de Jean-Yves Pouilloux, professeur de littérature française spécialiste de la Renaissance.

## Ouvrages principaux
- Choix d'inscriptions grecques, 1re parution en 1960 aux Presses universitaires de Lyon, réédité par Les Belles Lettres, coll. « Epigraphica », 2003 ;
- Traduction, Éd. du Cerf, coll. « Sources chrétiennes » :
  - De agricultura, Philon d'Alexandrie, no 9, 1961 ;
  - De plantatione, Philon d'Alexandrie, no 10, 1961 ;
  - De vita Mosis, I-II, Philon d'Alexandrie, no 22, 1967 ;
  - De æternitate mundi, Philon d'Alexandrie, no 30, 1969 ;
- Collaboration : Nouveau choix d'inscriptions grecques, 1re parution en 1971 aux Presses universitaires de Lyon, réédité par les Belles Lettres, coll. « Epigraphica », 2005 ;
- ΑΛΕΞΑΝΔΡΙΝΑ : hellénisme, judaïsme et christianisme à Alexandrie : mélanges offerts au P. Claude Mondésert, Éd. du Cerf, 1987 ;
- Préface : La Collection « Sources chrétiennes » : éditer les Pères de l'Église au XXe siècle, Éd. du Cerf, 1995.